# Agrochira bicolor
Agrochira bicolor är en tvåvingeart som beskrevs av Ian David Whittington 2003. Agrochira bicolor ingår i släktet Agrochira och familjen bredmunsflugor.
Artens utbredningsområde är Kenya. Inga underarter finns listade i Catalogue of Life.